# Castanopsis purpurella
Castanopsis hystrix là một loài thực vật có hoa trong họ Fagaceae. Loài này được (Miq.) N.P.Balakr. mô tả khoa học đầu tiên năm 1983.